# Dryas grandis
Dryas grandis är en rosväxtart som beskrevs av Sergei Vasilievich Juzepczuk. Dryas grandis ingår i Fjällsippssläktet som ingår i familjen rosväxter. Utöver nominatformen finns också underarten D. g. tomentella.